# Pendleton (Oregon)
Pendleton ist eine Kleinstadt mit einer Fläche von 26,0 km² im US-Bundesstaat Oregon und County Seat des Umatilla County. Das U.S. Census Bureau hat bei der Volkszählung 2020 eine Einwohnerzahl von 17.107 ermittelt.
|                       | Jan  | Feb  | Mär  | Apr  | Mai  | Jun  | Jul  | Aug  | Sep  | Okt  | Nov  | Dez  |   |       |
| Mittl. Tagesmax. (°C) | 4,3  | 8,3  | 12,3 | 16,3 | 21,1 | 26,4 | 31,0 | 30,1 | 24,6 | 17,6 | 9,4  | 4,7  | ⌀ | 17,2  |
| Mittl. Tagesmin. (°C) | −2,7 | −0,2 | 1,9  | 4,1  | 7,7  | 11,6 | 14,4 | 14,3 | 9,9  | 5,0  | 1,2  | −2,3 | ⌀ | 5,4   |
|                       |      |      |      |      |      |      |      |      |      |      |      |      |   |       |
| Niederschlag (mm)     | 38,4 | 29,0 | 29,5 | 26,4 | 25,1 | 16,3 | 8,9  | 13,5 | 15,0 | 21,8 | 40,1 | 41,4 | Σ | 305,4 |
|                       |      |      |      |      |      |      |      |      |      |      |      |      |   |       |
| Regentage (d)         | 8,5  | 7,3  | 7,1  | 5,7  | 5,0  | 3,8  | 1,9  | 2,4  | 3,1  | 4,2  | 8,4  | 8,4  | Σ | 65,8  |

| −2,7 |

| −0,2 |

| 1,9 |

| 4,1 |

| 7,7 |

| 11,6 |

| 14,4 |

| 14,3 |

| 9,9 |

| 5,0 |

| 1,2 |

| −2,3 |

| −2,7 |

| −0,2 |

| 1,9 |

| 4,1 |

| 7,7 |

| 11,6 |

| 14,4 |

| 14,3 |

| 9,9 |

| 5,0 |

| 1,2 |

| −2,3 |

## Geschichte
1851 richtete Dr. William C. McKay ein Geschäft in der Nähe der Mündung des McKay-Baches ein. 1865 wurde ein Postamt eingerichtet, das noch Marshall als Ortsname führte. Marshall war der Name eines Geschäftsmannes, der am Ort Kaufmann war. Die Stadt wurde 1880 offiziell gegründet.
Im Jahr 1900 hatte Pendleton 4406 Einwohner und war die viertgrößte Stadt in Oregon. Wie viele Orte in Ost-Oregon hat auch Pendleton ein betriebsames Chinatown in den 1880er- und 1920er-Jahren. Da die Chinesen sich ständigen Repressalien ausgesetzt fühlten und sich nach Einbruch der Dunkelheit nicht mehr auf die Straße wagten, entstand ein unterirdisches Netzwerk von Tunneln, wo sie ihren Geschäften ungestört nachgehen konnten. Es gab dort u. a. Apotheken, Saloons, Bordelle und eine Metzgerei. Die schon lange nicht mehr genutzten Tunnel wurden erst in den 1980ern entdeckt, als immer mehr Straßen absackten. Die Tunnel können heute besichtigt werden.
Die Stadt wurde 1868 nach George H. Pendleton, einem Kandidaten für den Vizepräsidenten, benannt.
Pendleton Woolen Mills, eröffnet 1893, ist ein weltbekannter Hersteller von indianischen Decken und bestickten Herren-Ponchos.
Seit 1910 wird hier das jährliche Pendleton Roundup-Rodeo als Teil des PRCA-Wettbewerbs abgehalten.
Eine weitere Besonderheit ist der Rotlichtbezirk, der noch 1947 20 Bordelle im Zentrum aufwies.
Die Straßenanbindung wird durch die Interstate 84 (West) gewährleistet, wodurch Pendleton mit Portland im Westen und Boise im Osten verbunden ist.
Der Umatilla River durchfließt Pendleton.

## Söhne und Töchter der Stadt
- George Christensen (1909–1968), American-Football-Spieler
- Patrick F. Cassidy (1915–1990), Generalleutnant der United States Army
- Elaine Miles (* 1960), US-amerikanische Schauspielerin